# 平安大街站
平安大街站是石家庄地铁1号线的地铁车站，位于中华人民共和国河北省石家庄市长安区与桥西区中山东路与平安大街交叉口，于2017年6月26日开通。

## 车站结构
平安大街站位于中山东路与平安大街交叉口，沿中山东路设置，呈东西走向，为地下两层局部一层岛式站台车站，车站长248.95米，车站地下一层为站厅层，分隔为东西两个站厅，地下二层为站台层，站台设置全高站台门。
| 地面              | 出入口 | A、B、C出入口                                                                                             |
| 地下一层          | 站厅   | 客服中心、自动售票机、验票机                                                                              |
| 地下二层          | 站台   | \| \| \| █ 1号线往西王（解放广场） \| \| 島式 · 開左邊车门 \| \| \| \| \| \| █ 1号线往福泽（北国商城） \| |
|                   |        | █ 1号线往西王（解放广场）                                                                                 |
| 島式 · 開左邊车门 |        | |
|                   |        | █ 1号线往福泽（北国商城）                                                                                 |

## 车站出口
平安大街站共有3个出入口，其中A、B出入口连通东站厅，C出入口连通西站厅，各出口及周围设施如下所示：
| 出口编号                             | 照片       | 地点                                 | 可到达目的地                 |
| 连通东站厅                           | 连通东站厅 | 连通东站厅                           | 连通东站厅                   |
| ------------------------------------ | ---------- | ------------------------------------ | ---------------------------- |
| 出口 · A · 扶手电梯标志              |            | 中山东路（北侧），平安北大街（东侧） | 石家庄市第一中学，国宾大酒店 |
| 出口 · B · 扶手电梯标志              |            | 中山东路（南侧），平安南大街（东侧） | 东方新世界中心               |
| 连通西站厅                           |            |                                      |                              |
| 出口 · C · 升降机标志 · 扶手电梯标志 |            | 中山东路（南侧），平安南大街（西侧） | 石家庄恒大中央广场，天滋嘉鲤 |
| 註： 設有 \| 設有扶手電梯            |            |                                      |                              |

## 接驳交通

### 公交车
- 平安中山路口：1路，6路，30路，34路，68路，131路
- 平安中山路口北：7路，148路
- 平安中山路口南：7路，49路，50路，148路
- 平安中山路口西：1路，6路，30路，34路，68路，102路，131路

## 历史
本站工程名与正式站名均为平安大街站，以车站横跨的平安大街命名。
- 2017年6月26日，本站随1号线一期通车开通[1]。
- 2021年1月9日，受新冠疫情影响，车站暂停运营[3]。2月19日，车站恢复运营[4]。
- 2022年8月28日，受新冠疫情影响，车站暂停运营[5]。9月6日，车站恢复运营[6]。